# Hai môn phối hợp tại Thế vận hội Mùa đông 2018 - Tiếp sức nữ
Nội dung tiếp sức 4 x 6 km nữ của Hai môn phối hợp tại Thế vận hội Mùa đông 2018 diễn ra vào ngày 22 tháng 2 năm 2018 tại Alpensia Cross-Country Centre ở Pyeongchang, Hàn Quốc.

## Kết quả
Cuộc đua bắt đầu lúc 20:15.
| Hạng | Số áo | Quốc gia                                                                                | Thời gian                                 | Điểm phạt (P+S)                          | Kém     |
| ---- | ----- | --------------------------------------------------------------------------------------- | ----------------------------------------- | ---------------------------------------- | ------- |
| 1    | 10    | Belarus · Nadezhda Skardino · Iryna Kryuko · Dzinara Alimbekava · Darya Domracheva      | 1:12:03.4 17:35.2 18:08.2 18:52.4 17:27.6 | 0+3 0+6 0+0 0+2 0+1 0+0 0+2 0+1 0+0 0+3  | –       |
| 2    | 3     | Thụy Điển · Linn Persson · Mona Brorsson · Anna Magnusson · Hanna Öberg                 | 1:12:14.1 17:35.1 19:16.8 18:25.9 16:56.3 | 0+7 0+5 0+2 0+2 0+3 0+3 0+2 0+0 0+0 0+0  | +10.7   |
| 3    | 2     | Pháp · Anaïs Chevalier · Marie Dorin Habert · Justine Braisaz · Anaïs Bescond           | 1:12:21.0 17:20.8 18:25.6 18:40.6 17:54.0 | 0+6 0+8 0+1 0+2 0+1 0+1 0+3 0+3 0+1 0+2  | +17.6   |
| 4    | 7     | Na Uy · Synnøve Solemdal · Tiril Eckhoff · Ingrid Landmark Tandrevold · Marte Olsbu     | 1:12:33.1 17:09.8 18:49.5 19:18.9 17:14.9 | 0+2 3+10 0+0 0+1 0+1 1+3 0+1 2+3 0+0 0+3 | +29.7   |
| 5    | 17    | Slovakia · Paulína Fialková · Anastasiya Kuzmina · Terézia Poliaková · Ivona Fialková   | 1:12:41.8 17:07.8 18:30.5 18:59.4 18:04.1 | 0+3 1+6 0+1 0+0 0+1 1+3 0+1 0+1 0+0 0+2  | +38.4   |
| 6    | 8     | Thụy Sĩ · Elisa Gasparin · Lena Häcki · Selina Gasparin · Irene Cadurisch               | 1:12:46.9 17:32.8 18:15.5 18:56.7 18:01.9 | 0+8 0+8 0+1 0+0 0+3 0+2 0+2 0+3          | +43.5   |
| 7    | 9     | Ba Lan · Monika Hojnisz · Magdalena Gwizdoń · Krystyna Guzik · Weronika Nowakowska      | 1:12:47.0 17:29.3 18:18.6 18:30.8 18:28.3 | 1+7 0+7 0+1 0+2 0+1 0+1 1+3 0+1 0+2 0+3  | +43.6   |
| 8    | 1     | Đức · Franziska Preuß · Denise Herrmann · Franziska Hildebrand · Laura Dahlmeier        | 1:12:57.3 17:49.6 19:07.4 18:33.9 17:26.4 | 1+3 2+8 0+0 1+3 1+3 0+1 0+0 0+1          | +53.9   |
| 9    | 5     | Ý · Lisa Vittozzi · Dorothea Wierer · Nicole Gontier · Federica Sanfilippo              | 1:13:07.5 16:49.0 18:47.4 18:55.0 18:36.1 | 2+7 2+6 0+1 0+0 2+3 0+0 0+3 1+3 0+0 1+3  | +1:04.1 |
| 10   | 11    | Canada · Sarah Beaudry · Julia Ransom · Emma Lunder · Rosanna Crawford                  | 1:13:36.8 18:04.0 18:27.7 19:09.6 17:55.5 | 1+4 0+7 0+0 0+3 1+3 0+0 0+1 0+1          | +1:33.4 |
| 11   | 4     | Ukraina · Iryna Varvynets · Vita Semerenko · Yuliia Dzhima · Anastasiya Merkushyna      | 1:13:44.8 18:30.9 19:15.4 17:38.7 18:19.8 | 0+3 2+7 0+0 1+3 0+1 0+1 0+2 0+0          | +1:41.4 |
| 12   | 6     | Cộng hòa Séc · Eva Puskarčíková · Jessica Jislová · Markéta Davidová · Veronika Vítková | 1:13:59.7 17:21.4 19:56.1 18:57.9 17:44.3 | 0+1 4+10 0+1 0+2 0+0 2+3 0+0 0+2         | +1:56.3 |
| 13   | 18    | Hoa Kỳ · Susan Dunklee · Clare Egan · Joanne Reid · Emily Dreissigacker                 | 1:14:05.3 16:56.6 18:42.4 19:01.1 19:25.2 | 1+5 0+5 0+0 0+1 0+0 0+0 1+3 0+1 0+2 0+3  | +2:01.9 |
| 14   | 14    | Kazakhstan · Galina Vishnevskaya · Darya Klimina · Alina Raikova · Olga Poltoranina     | 1:14:18.0 17:50.2 19:54.3 18:28.3 18:05.2 | 0+2 1+7 0+0 0+3 0+1 1+3 0+1 0+1 0+0 0+0  | +2:14.6 |
| 15   | 13    | Phần Lan · Laura Toivanen · Kaisa Mäkäräinen · Mari Laukkanen · Venla Lehtonen          | 1:14:37.2 17:36.8 17:45.4 20:09.2 19:05.8 | 0+6 2+7 0+1 0+0 0+0 0+2 0+2 2+3 0+3 0+2  | +2:33.8 |
| 16   | 16    | Bulgaria · Emilia Yordanova · Daniela Kadeva · Stefani Popova · Desislava Stoyanova     | 1:14:38.0 18:24.4 18:33.2 19:27.6 18:12.8 | 1+3 1+6 0+0 1+3 0+0 0+1 1+3 0+1 0+0 0+1  | +2:34.6 |
| 17   | 12    | Nhật Bản · Fuyuko Tachizaki · Sari Furuya · Rina Mitsuhashi · Yurie Tanaka              | 1:15:47.7 17:51.6 19:50.2 18:40.0 19:25.9 | 0+2 2+7 0+0 0+2 0+1 2+3 0+1 0+0 0+0 0+2  | +3:44.3 |
| 18   | 15    | Hàn Quốc · Anna Frolina · Ekaterina Avvakumova · Mun Ji-hee · Ko Eun-jung               | 1:20:20.6 20:32.3 18:33.9 19:24.5 21:49.9 | 0+5 6+11 0+2 4+3 0+1 0+2 0+1 1+3         | +8:17.2 |